# Diodora aspera
Diodora aspera är en snäckart som först beskrevs av Martin Heinrich Rathke 1833.  Diodora aspera ingår i släktet Diodora och familjen nyckelhålssnäckor. Inga underarter finns listade i Catalogue of Life.

## Bildgalleri

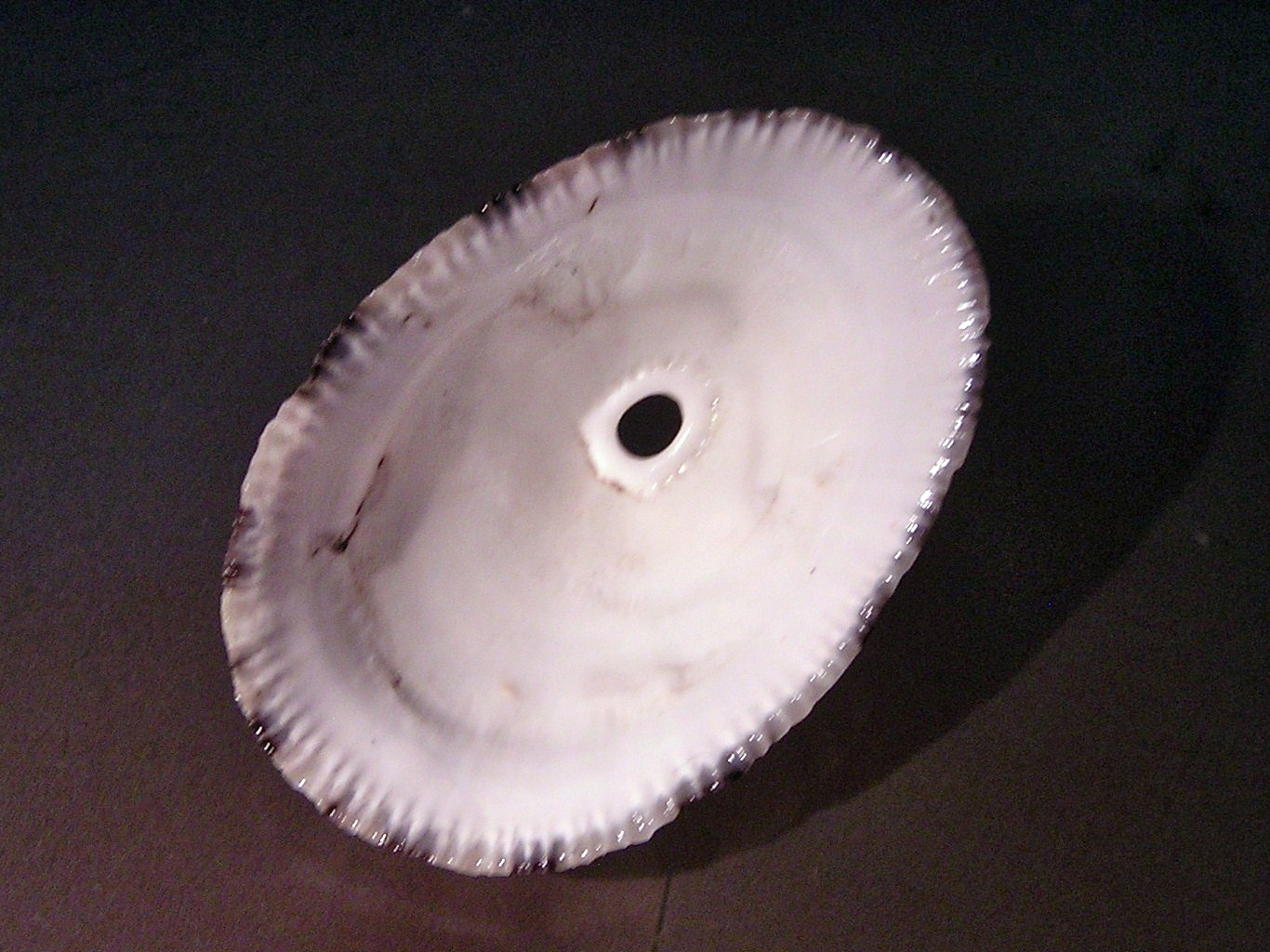